# 佐藤充孝
佐藤 充孝（さとう みつたか、1948年10月23日 - ）は、日本の実業家。共立メンテナンス元代表取締役社長。

## 概要
1948年（昭和23年）10月23日、東京都杉並区出身。1971年慶應義塾大学経済学部卒業、同年三井銀行入行、2001年共立メンテナンス入社、共立メンテナンス取締役を経て、2006年同社代表取締役社長就任。2017年同社取締役相談役。2018年ヨンドシーホールディングス取締役。